# Maria Teresa de Filippis
Maria Teresa de Filippis, italijanska dirkačica Formule 1, * 11. november 1926, Neapelj, Italija, † 9. januar 2016.
Maria Teresa de Filippis je prva dirkačica v zgodovini Formule 1.

## Življenjepis
Debitirala je v sezoni 1958, ko je nastopila na štirih dirkah in dosegla uvrstitev le na dirki za Veliko nagrado Belgije, kjer je zasedla deseto mesto. Zadnjič je v Formuli 1 nastopila na prvi dirki naslednje sezone 1959 za Veliko nagrado Monaka, kjer se ji ni uspelo kvalificirati na dirko.

## Popolni rezultati Formule 1
(legenda) (odebeljene dirke pomenijo najboljši štartni položaj, poševne pa najhitrejši krog, †-uvrščen kljub odstopu)
| Leto | Moštvo                   | Šasija                 | Motor               | 1       | 2       | 3   | 4   | 5      | 6   | 7   | 8   | 9       | 10      | 11  | Prv | Toč |
| ---- | ------------------------ | ---------------------- | ------------------- | ------- | ------- | --- | --- | ------ | --- | --- | --- | ------- | ------- | --- | --- | --- |
| 1958 | Maria Teresa de Filippis | Maserati 250F          | Maserati Straight-6 | ARG     | MON DNQ | NIZ | 500 | BEL 10 | FRA | VB  | NEM |         | ITA Ret | MAR | -   | 0   |
| 1958 | Scuderia Centro Sud      | Maserati 250F          | Maserati Straight-6 |         |         |     |     |        |     |     |     | POR Ret |         |     | -   | 0   |
| 1959 | Dr Ing F Porsche KG      | Behra-Porsche RSK (F2) | Porsche Flat-4      | MON DNQ | 500     | NIZ | FRA | VB     | NEM | POR | ITA | ZDA     |         |     | -   | 0   |